# مو بيكر
مو بيكر (بالإنجليزية: Moe Becker)‏ مواليد 24 فبراير 1917 في نيويورك - الوفاة 09 يناير 1996، كان لاعب كرة سلة أمريكي. بدأ مسيرته الاحترافية في سنة 1941. بلغ طوله 6 قدم 1 بوصة (1.9 م). اعتزل اللعب في 1948. لعب مع بالتيمور باليتس وبوسطن سيلتكس.

## روابط خارجية
- مو بيكر على موقع إن بي أي (الإنجليزية)
- مو بيكر على موقع سبورتس رفرنس (الإنجليزية)
- مو بيكر على موقع ريلجم (الإنجليزية)
- مو بيكر على موقع بروبوليرز (الإنجليزية)
- مو بيكر على موقع سبورتس رفرنس (الإنجليزية)